# بادکردنی

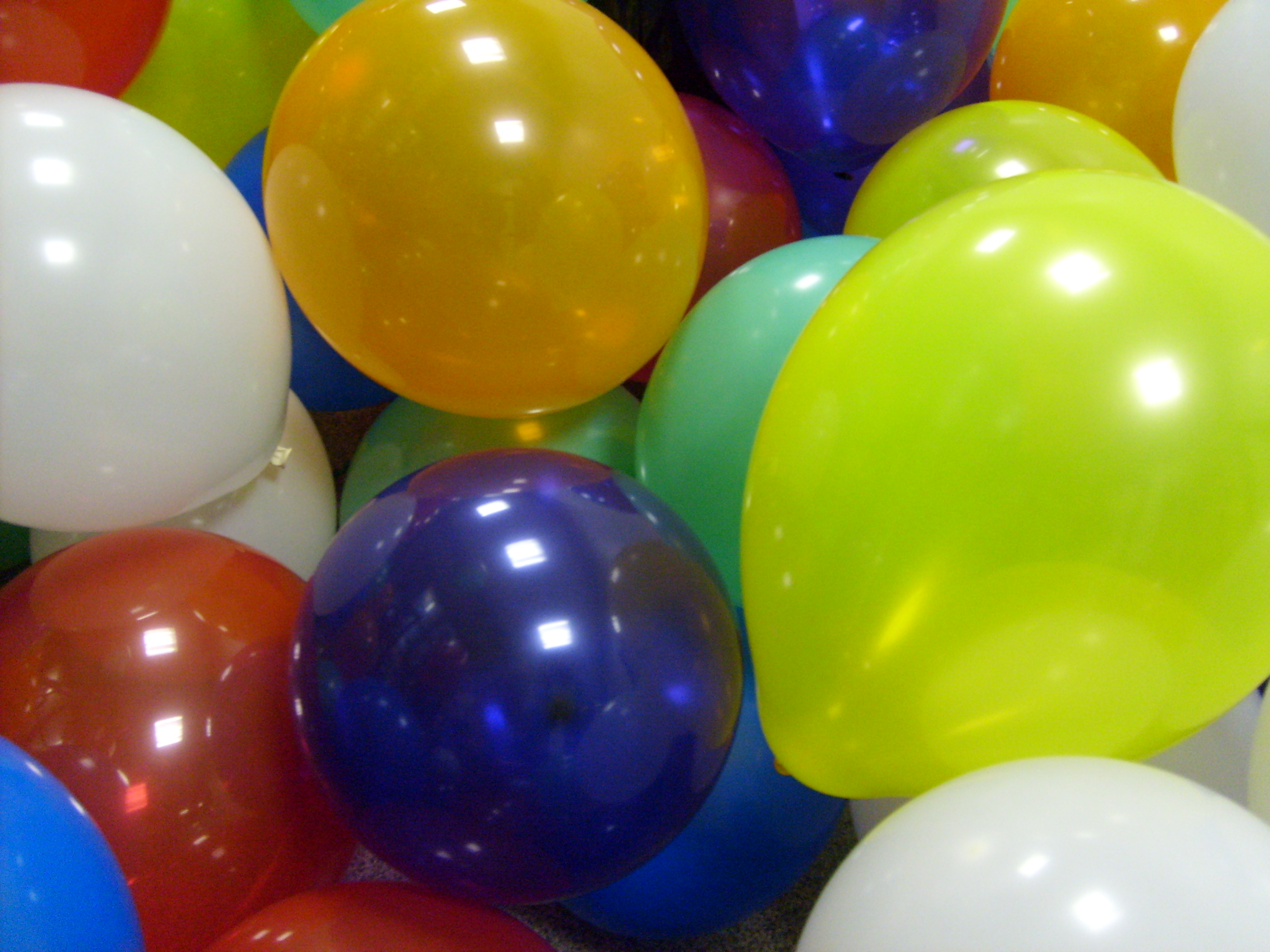
بادکنک شایع‌ترین نوع بادکردنی است.

بادکردنی یا دمیدنی یک جسم است که می‌تواند با گاز باد شود. معمولاً این کار با هوا انجام می‌گیرد اما هیدروژن، هلیوم و نیتروژن نیز استفاده می‌شود. یکی از مزایای استفاده از یک جسم قابل باد شدن این است که در زمان غیر استفاده، آن را می‌توان در فضای کوچک ذخیره کرد. اجسام بادی برای استفاده به گاز نیاز دارند تا اندازه و شکل خود را حفظ کنند. برخی انواع صندلی ویژه استادیوم، ضربه گیر، تیوب چرخ خودرو، کیسه‌های اضطراری هوا، و سازه‌های فضایی قابل انعطاف با استفاده از اصول بادشدن تهیه می‌شوند. تورم یا بادشدن از چند راه به وجود می‌آید: پمپ‌ها، مکش و دمیدن.
این اصطلاح در قایقرانی به‌طور خاص برای اشاره به قایق‌های بادی استفاده می‌شود.

## انواع
طیف وسیعی از محصولات بادی غول پیکر عبارتند از: بازی‌های ورزشی، خطوط شروع و پایان، و طاق‌های بادوام، نمایشگاه و غرفه فروش و خدمات، بالن‌های بادوام با نام تجاری، بادکنک‌های روباز، ماکت شخصیت‌ها.

### پر فشار در برابر کم فشار
بین اجسام بادکردنی با فشار بالا و با فشار کم تمایز وجود دارد. تمایز بین توربین‌های با فشار بالا و فشار کم ساخته شده‌است. اجسام دمیدنی با فشار کم معمولاً از مواد سبک‌تر ساخته می‌شوند.

### تقسیم‌بندی بر اساس استفاده

#### بالون
بالون یک شی انعطاف‌پذیر با قابلیت پر شدن هوا و همچنین گازهایی مانند هلیوم، هیدروژن، اکسید نیتروژن یا اکسیژن است. بالن‌های مدرن می‌تواند از مواد مانند لاستیک طبیعی لاتکس، پلی کلروپرون یا پارچه نایلونی ساخته شود. مخترع بالن لاستیکی لاتکس طبیعی (رایج‌ترین بالون) مایکل فارادی بود که در سال ۱۸۲۴، از طریق آزمایش‌ها با هوا و گازهای مختلف چنین بالنی را تولید کرد.

#### قصر بادی

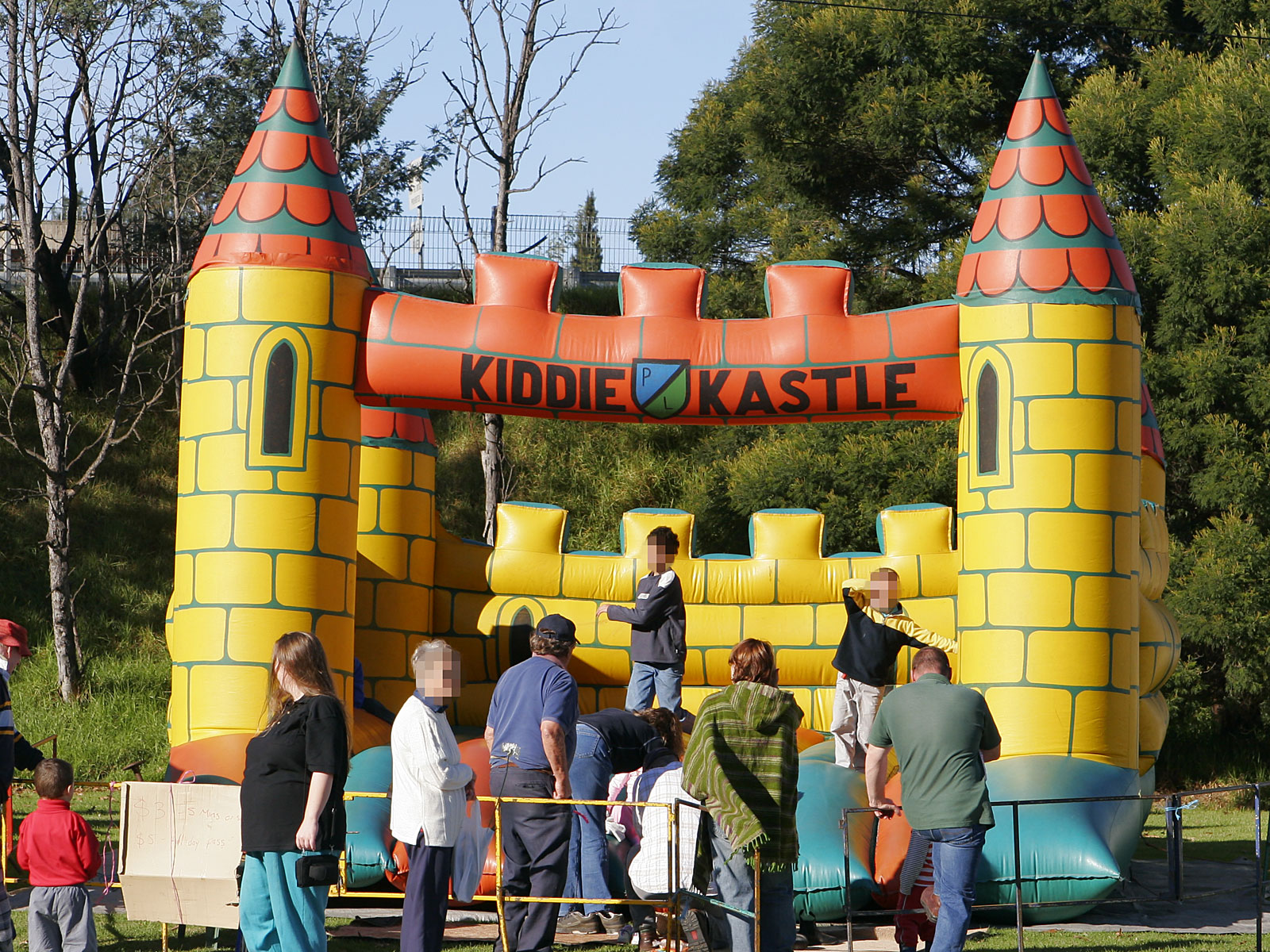
یک قلعه بادی.

قلعه بادی یا قصر بادی سازه‌هایی هستند که به‌طور موقت برای اجرای جشنواره‌ها در مناطقی مثل پارکها، روستاها و کلیساها اجاره و برپا می‌شوند و عمدتاً برای اهداف تفریحی و توسط کودکان استفاده می‌شوند.

#### قایق بادی

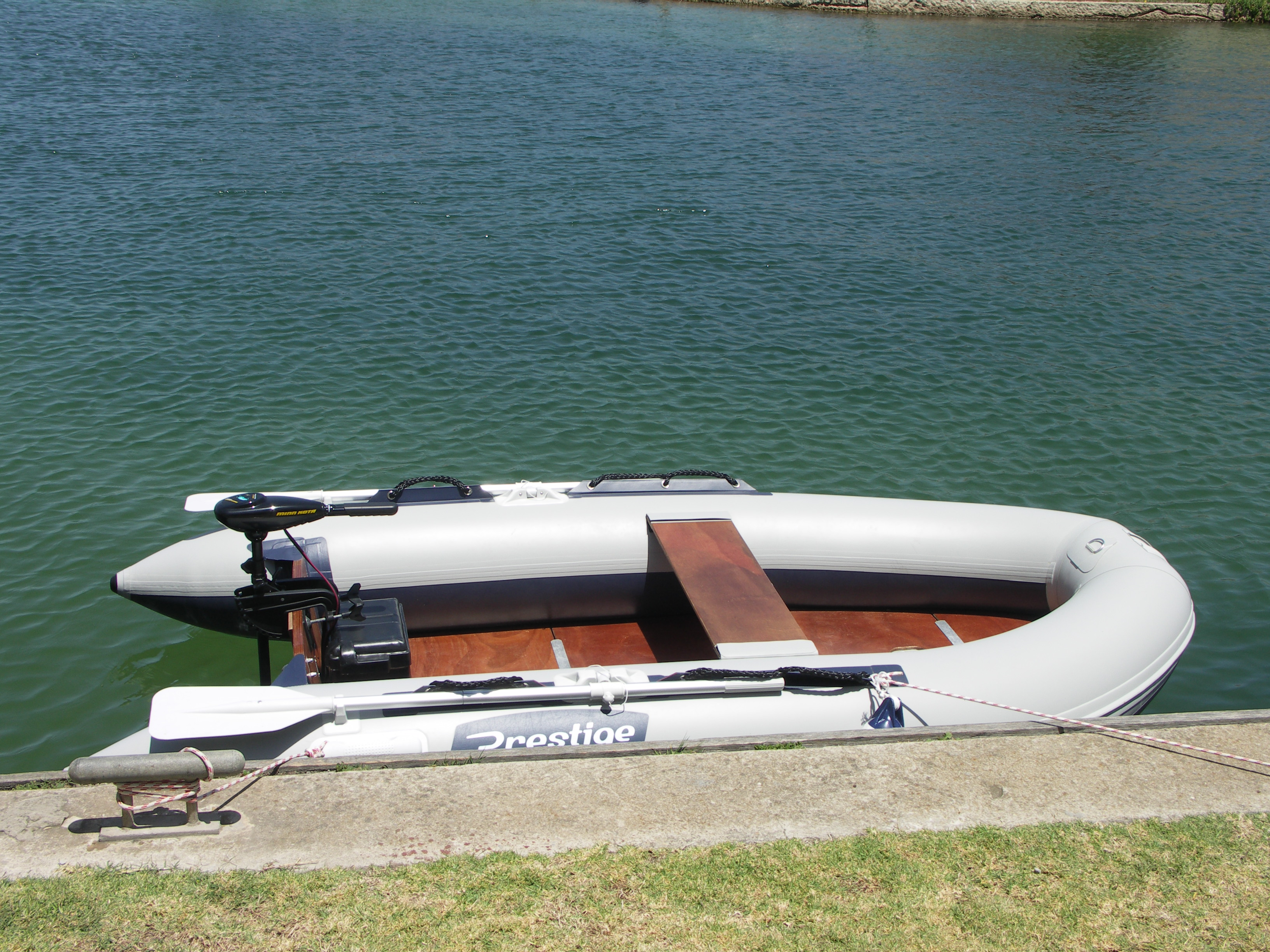
قایق بادی

قایق بادی یک قایق سبک‌وزن است که دو طرف آن از لوله‌های انعطاف‌پذیر دارای گاز تحت فشار ساخته می‌شود. برای قایق‌های کوچکتر، کف و زیر آن انعطاف‌پذیر است.
برخی از قایق‌های بادی طوری طراحی شده‌اند که بتوان آنها را هنگام حمل و نقل از باد خالی کرد و در حجمی کوچک جابجا یا انبار کرد.

#### تایر پنوماتیک

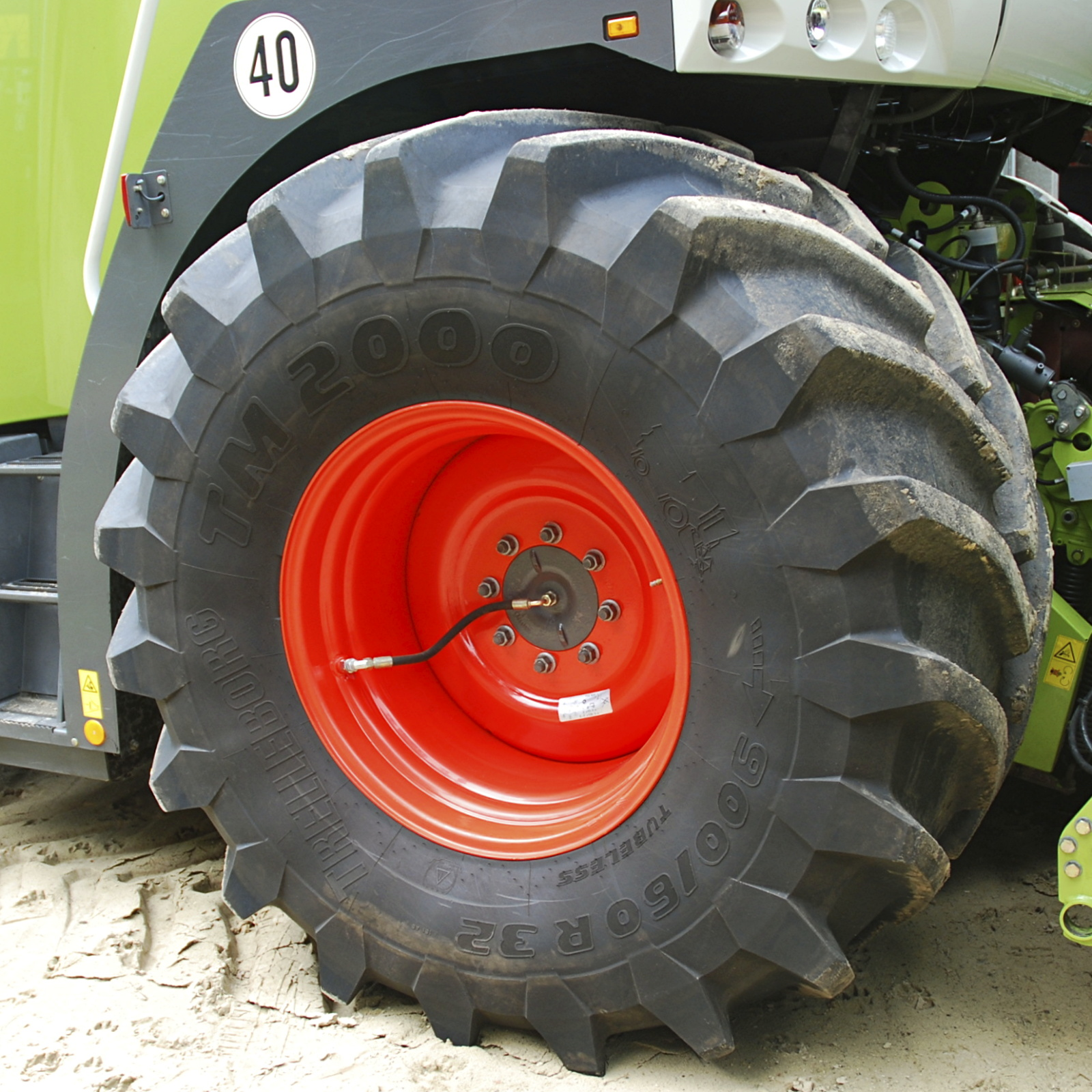
یک تایر خودرو بادی.

تایر (tire در انگلیسی آمریکایی انگلیسی و انگلیسی کانادایی یا tyre در انگلیسی بریتانیایی، انگلیسی نیوزیلند، انگلیسی استرالیایی و غیره) یک پوشش حلقه ای است که در اطراف یک چرخ محور قرار می‌گیرد تا از آن حفاظت کند و جلوی ضربه زمین با چرخ را می‌گیرد.
مواد اساسی تایرهای مدرن، لاستیک مصنوعی، لاستیک طبیعی، پارچه و سیم، همراه با سایر مواد شیمیایی ترکیب شده‌است. تایرهای پنوماتیک در بسیاری از وسایل نقلیه مانند دوچرخه، موتورسیکلت، اتومبیل، کامیون، تجهیزات سنگین و هواگردها کاربرد دارند.

#### سازه بادی

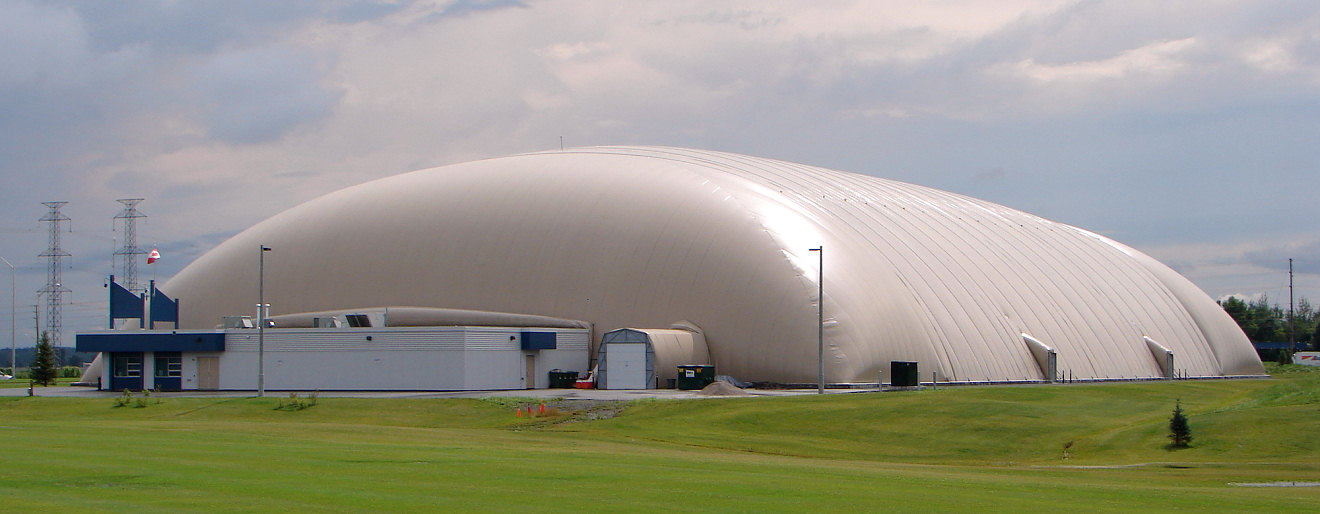
گنبد بادی به عنوان یک محل ورزشی و تفریحی استفاده می‌شود.

سازه بادی یک سازه دائمی است که یکپارچگی ساختاری خود را از استفاده از هوای تحت فشار داخلی در به دست می‌آورد. این سازه‌ها معمولاً گنبدی شکل هستند. این تکنیک، بزرگ‌ترین حجم سازه با حداقل مقدار مواد را ایجاد می‌کند. علاوه بر سازه گنبدی، سازه مستطیلی هم ممکن است مانند سالن نمایشگاه هوایی، ساخته شده توسط Festo AG & Co.
این مفهوم در مقیاس وسیع توسط دیوید H. Geiger با غرفه ایالات متحده در Expo 70 در اوزاکا، ژاپن در سال ۱۹۷۰ مورد استفاده قرار گرفت.

#### سازه‌های بادی برای سرگرمی
اجسام بادی ممکن است در مراکز تفریحی برای انواع بازی به کار روند. معمولاً اندازه آنها بزرگ است و به هم متصل می‌شوند.

#### بادکردنی تزئینی
ممکن اجسام بادشدنی برای دکوراسیون خانه‌ها و محیط‌های باز به کار روند. برخی از آنها دارای نورپردازی هم هستند.

#### سازه‌های بادی

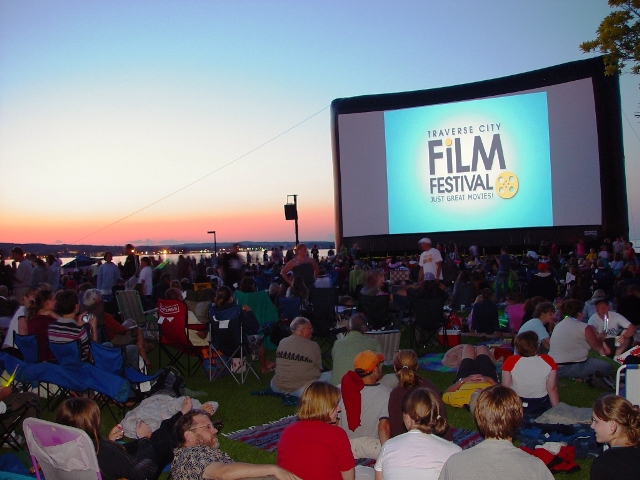
نمایش عمومی با یک صفحه نمایش بادی.

زیستگاه فضایی بادی از دهه ۱۹۶۰ ارائه شده‌است و یک ایستگاه فضایی قابل ارتقا در حال حاضر برای راه اندازی در سال ۲۰۱۵ برنامه‌ریزی شده‌است.

### مثال‌ها
نمونه‌های نمونه ای از بادشدنی‌ها شامل صفحه نمایش فیلم بادی، قایق بادی، بادکنک، کشتی هوایی، مبلمان، بادبادک‌ها و اسباب بازی‌های استخر آبی است. پر از آب است.